# 카를루스 마누엘
카를루스 마누엘 코헤이아 두스 산투스(포르투갈어: 카를루스 마누엘 코헤이아 두스 산투스 [ˈkaɾluʒ mɐnuˈɛl][*], 1958년 1월 15일, 리스보아 지방 무이타 ~)는 줄여서 카를루스 마누엘(포르투갈어: Carlos Manuel)로 알려진 포르투갈의 전 축구 선수이자 감독으로, 현역 시절 중앙 미드필더로 활약했다.
벤피카에서 활약한 것으로 가장 잘 알려진 그는, 벤피카에서 8년 반 동안 318번의 공식 경기에 출전하여 58골을 기록했다. 그는 1980년대 포르투갈이 2차 전성기를 맞던 시절에 국가대표팀의 기둥이었고, 은퇴 후에는 오랜 기간 감독일을 맡았다.
카를루스 마누엘은 6년 동안 포르투갈 국가대표팀 경기에 40번 출전하였고, 1번의 월드컵과 1번의 유럽 선수권 대회에 참가했다.

## 클럽 경력
세투발 현 무이타 출신인 카를루스 마누엘은 CUF에서 1군 신고식을 치렀고, 1978년에 바헤이렌스로 이적했다. 그는 리스본의 거함 벤피카로 둥지를 옮기며 프리메이라리가 무대에 입성했고, 1980년대에 벤피카 일원으로 리그를 4번, 타사 드 포르투갈의 6번 우승했고, 1982-83 시즌에는 UEFA컵 결승전까지 올랐지만, 안데를레흐트에 패해 준우승에 머물렀다.
구단 이사진과 마찰을 빚은 카를루스 마누엘은 1988년 1월에 스위스의 시옹으로 이적했다. 그로부터 5개월 후, 그는 스포르팅 리스본으로 이적해 포르투갈 수도로 복귀했다. 1년차를 안정적으로 보낸 그는 하락세를 탔고, 보아비스타에서 2년을 보내고, 1993-94 시즌에 이스토릴에서 은퇴했다. 포르투갈 언론지 "헤코르드"(Record)는 그를 포르투갈을 빛낸 100명의 축구 선수 목록에 그의 이름을 올렸다.
36세에 은퇴한 카를루스 마누엘은 감독으로 전향해, 주로 리스본 지역의 구단들을 지도했지만, 그가 맡는 구단에서 그리 큰 성과를 거두지 못했다. 1997-98 시즌 도중, 그는 살게이루스와의 계약을 파기하고 스포르팅에 합류했지만, 4위의 성적에 그쳤고, 얼마 지나지 않아 브라가에서도 임기가 오래 지속되지 못했다.

## 국가대표팀 경력
카를루스 마누엘은 포르투갈 국가대표팀 경기에 42번 출전하여 8골을 넣었다. 그의 첫 국가대표팀 경기는 1980년 3월 26일에 열린 스코틀랜드와의 유로 1980 예선전 원정 경기로, 1-4로 패했다.
그는 8골 중 3번의 승부처가 된 인상적인 득점을 올렸다: 우선, 1983년 10월 28일에 브로츠와프에서 폴란드를 상대로 기록해 유로 1984 본선행을 확정지었고, 이어서 1985년 10월 16일에 열린 서독과의 경기에서는 1986년 월드컵 본선행을 확정지었으며, 이후 잉글랜드와의 본선 조별 리그 1차전 경기에서 1-0 결승골의 주인공이 되었다.
1986년 월드컵에서, 포르투갈은 모로코에 패하며 조 최하위로 탈락했는데, 설상가상으로 포르투갈 선수들은 살티요 파동으로 내홍을 겪었고, 카를루스 마누엘은 28세의 나이로 방패마크를 반납해야 했다. 2012년 6월, 그는 루이스 노르툰 드 마투스의 후임으로 기니-비사우 국가대표팀 감독으로 취임했다. 그는 기니-비사우 감독으로서 1경기를 지휘했는데, 카메룬과의 2013년 아프리카 네이션스컵 예선전 원정 경기에서 0-1로 패했다.(합계 0-2)

### 국가대표팀 득점 기록
| # | 날짜             | 경기장                                  | 상대           | 점수 | 결과 | 대회                 |
| - | ---------------- | --------------------------------------- | -------------- | ---- | ---- | -------------------- |
| 1 | 1980년 10월 7일  | 포르투갈 리스본 헤스텔루                | 미국           | 1–0  | 1–1  | 친선경기             |
| 2 | 1983년 9월 21일  | 포르투갈 리스본 조제 알발라드           | 핀란드         | 2–0  | 5–0  | 유로 1984 예선전     |
| 3 | 1983년 10월 28일 | 포르투갈 브로츠와프 올림픽 경기장       | 폴란드         | 1–0  | 1–0  | 유로 1984 예선전     |
| 4 | 1984년 10월 14일 | 포르투갈 포르투 다스 안타스             | 체코슬로바키아 | 2–1  | 2–1  | 1986년 월드컵 예선전 |
| 5 | 1985년 1월 30일  | 포르투갈 리스본 조제 알발라드           | 루마니아       | 2–0  | 2–3  | 친선경기             |
| 6 | 1985년 2월 10일  | 몰타 타 알리 국립경기장                 | 몰타           | 1–0  | 3–1  | 1986년 월드컵 예선전 |
| 7 | 1985년 10월 16일 | 서독 슈투트가르트 네카어슈타디온        | 몰타           | 1–0  | 3–1  | 1986년 월드컵 예선전 |
| 8 | 1986년 6월 3일   | 멕시코 몬테레이 에스타디오 테크놀로히코 | 잉글랜드       | 1–0  | 1–0  | 1986년 월드컵        |

## 수상

### 클럽
벤피카
- 프리메이라리가: 1980–81, 1982–83, 1983–84, 1986–87[11]
- 타사 드 포르투갈:[12] 1979–80, 1980–81, 1982–83, 1984–85, 1985–86, 1986–87
- 수페르타사 칸디두 드 올리베이라:[12] 1979, 1984
- 타사 드 온라 2회[12]
- UEFA컵 준우승: 1982–83

보아비스타
- 타사 드 포르투갈: 1991–92[2]

### 개인
- CNID 올해의 축구 선수: 1985[13]